# Jackie Trent
Jackie Trent, född 6 september 1940 i Newcastle-under-Lyme, Staffordshire, England, död 21 mars 2015 på Menorca, Spanien, var en brittisk låtskrivare och sångare. Hon skrev tillsammans med Tony Hatch flera hitlåtar under 1960-talet. De flera hundra låtar de skrev spelades in av artister som Petula Clark, Frank Sinatra, Dean Martin och Vikki Carr.
Hon föddes som Yvonne Ann Burgess, och växte upp i ett arbetarklasshem där fadern var kolgruvsarbetare. Hon skivdebuterade 1962 på bolaget Oriole Records, men först 1964 efter att ha gått över till Pye Records fick hon ett genombrott. Med singeln "Where Are You Now (My Love)" nådde hon förstaplatsen på UK Singles Chart 1965. Hon spelade in ytterligare låtar, men framöver var det som låtskrivare Trent fick framgång. Tillsammans med Tony Hatch skrev hon många låtar åt Petula Clark, bland dem "I Couldn't Live Without Your Love" och "Don't Sleep in the Subway". De stod också bakom Scott Walkers hitballad "Joanna". Trent fick tillsammans med Hatch en hit i Australien med låten "The Two of Us" 1967. De kom också att komponera temamusiken till den australiska TV-serien Grannar på 1980-talet.
Trent avled på Menorca 2015 där hon varit bosatt sedan 2005, efter en tids sjukdom.